# Station Uozumi
Uozumi (魚住駅, Uozumi-eki) is een spoorwegstation in de Japanse stad Akashi, in de prefectuur Hyōgo. Het wordt aangedaan door de JR Kobe-lijn. Het station heeft twee zijperrons.

## Treindienst

### JR West
| 1 | ■ JR Kobe-lijn | richting Sannomiya, Amagasaki en Osaka |
| 2 | ■ JR Kobe-lijn | richting Kakogawa en Himeji            |

## Geschiedenis
Het station werd in 1961 geopend. In 2009 is het station verbouwd en opgehoogd.

## Overig openbaar vervoer
Bussen 7, 11 en 12 (van JR)

## Stationsomgeving
- Stations Higashi-Futami en Sanyo Uozumi aan de Sanyo-hoofdlijn.
- Uozumi Mall (winkelcentrum)
- McDonald's
- FamilyMart
- 7-Eleven
- Fabriek van Lion
- Autoweg 2
- Autoweg 250

(Tōkaidō-lijn<<) · Ōsaka · Tsukamoto · Amagasaki · Tachibana · Koshienguchi · Nishinomiya · Sakura-Shukugawa · Ashiya · Konan-Yamate · Settsu-Motoyama · Sumiyoshi · Rokkomichi · Nada · Sannomiya · Motomachi · Kōbe · Hyōgo · Shin-Nagata · Takatori · Suma-Kaihinkōen · Suma · Shioya · Tarumi · Maiko · Asagiri · Akashi · Nishi-Akashi · Okubo · Uozumi · Tsuchiyama · Higashi-Kakogawa · Kakogawa · Hoden · Sone · Himeji-Bessho · Gochaku · Himeji · (>>Sanyō-lijn) 

Wadamisaki-lijn: Hyōgo · Wadamisaki